# تحصیل لاوا
تحصیل لاوا (به انگلیسی: Lawa Tehsil) یک تحصیل در پاکستان است که در پنجاب واقع شده‌است.